# Leszkowice (gmina)
Leszkowice (do 1948 Luszawa, od 1973 Ostrówek) – dawna gmina wiejska istniejąca w latach 1948–1954 w woj. lubelskim. Siedzibą gminy były Leszkowice.
Gmina została utworzona w dniu 20 grudnia 1948 roku w woj. lubelskim, w powiecie lubartowskim, z obszaru zniesionej gminy Luszawa. Według stanu z 1 lipca 1952 roku gmina Leszkowice składała się z 11 gromad.
Gmina została zniesiona 29 września 1954 roku wraz z reformą wprowadzającą gromady w miejsce gmin. Jednostka została przywrócona 1 stycznia 1973 roku po reaktywowaniu gmin w miejsce gromad, lecz pod nazwą gmina Ostrówek, z siedzibą w Ostrówku.